# ولبر مارشال ايربان
ولبر مارشال ايربان (بالإنجليزية: Wilbur Marshall Urban)‏ فيلسوف لغوي أمريكي وأحد المدافعين عن المذهب المثالي في الفلسفة، انصبَّ اهتمامه الرئيسي على نظرية القيمة وعلم اللُّغات متأثرًا بالفيلسوف الألماني إرنست كاسيرر، تطرقت موضوعات كتبه في الدين، الإكسيولوجيا، الأخلاق والمثالية.
 كان أستاذًا للفلسفة في كلية دارتموث، من 1920 إلى 1931م، ورئيس الجمعية الفلسفية الأمريكية 1925- 1926، ثم أستاذًا فيجامعة ييل.

## مؤلفاته
| اسم المؤلف                                                  | اسم المؤلف باللغة الأصلية                                                            | سنة الـتأليف |
| ----------------------------------------------------------- | ------------------------------------------------------------------------------------ | ------------ |
| مشكلة "منطق المشاعر" والذاكرة الوجدانية                     | The Problem of a "Logic of the Emotions" and Affective Memory                        | 1901         |
| تعريف وتحليل وعي القيمة                                     | Definition and Analysis of the Consciousness of Value                                | 1907         |
| التقييم: طبيعته وقوانينه، كونها مقدمة للنظرية العامة للقيمة | Valuation: Its Nature and Laws, Being an Introduction to the General Theory of Value | 1909         |
| مشاكل القيمة الوجودية                                       | Ontological Problems of Value                                                        | 1917         |
| العالم الذكي: الميتافيزيقا والقيمة                          | The Intelligible World: Metaphysics and Value                                        | 1929         |
| فلسفة اللغة                                                 | The Philosophy of Language                                                           | 1929         |
| الكنيسة والفكر الحديث: علاج الأرواح الحديثة                 | The Church and Modern Thought: The Cure of Modern Souls                              | 1931         |
| الكنيسة والعالم الحديث                                      | The Church and the Modern World: The New Erastianism                                 | 1935         |
| اللغة والواقع: فلسفة اللغة ومبادئ الرمزية                   | Language and Reality: The Philosophy of Language and the Principles of Symbolism     | 1939         |
| أساسيات الأخلاق: مقدمة في الفلسفة الأخلاقية                 | Fundamentals of Ethics: An Introduction to Moral Philosophy                          | 1945         |
| ما وراء الواقعية والمثالية                                  | Beyond Realism and Idealism                                                          | 1949         |
| الإنسانية والإله                                            | Humanity and Deity                                                                   | 1951         |